# Сборная Перу по пляжному футболу
Сборная Перу по пляжному футболу (исп. Selección de fútbol playa de Perú) — национальная команда, которая представляет Перу на международных соревновательных дисциплинах по пляжному футболу. Управляется Перуанской футбольной федерации.
Перу 5 раз участвовало в чемпионатах мира, где её лучшим результатом является второе место, полученное на турнире 2000 года. По состоянию на апрель 2024 года Перу в мировом рейтинге пляжного футбола занимает 32 место.

## История
Дебют Перу на чемпионате мира состоялся 1998 году на турнире в Бразилии. Тогда команда сумела выйти в полуфинал, где уступила Франции (4:4 основное время и 1:2 по пенальти), а в матче за третье место уступила Уругваю (3:6). В следующем году перуанцы повторили данный результат, проиграв и на этот раз в матче за третье место уругвайцам (2:2 основное время и 4:5 по пенальти).
Свой лучший результат Перу показало на мундиале 2000 года, когда команда сумела выйти в финал, где команда уступила Бразилии (2:6). В дальнейшем команда ещё дважды выступала на чемпионатах мира в 2001 и 2004 годах, однако после этого Перу ни разу не удавалось выйти на мировое первенство.
На Кубке Америки 2018 года за Перу играл Алекс Валера, который после окончания турнира получил приглашение выступать за национальную команду по футболу. Лучшим бомбардиром того турнира стал перуанец Билли Велесморо, который по завершении соревнований подписал контракт с итальянской «Катанией».
С января 2018 года главным тренером Перу являлся бразилец Чикао, а в октябре того же года его сменил перуанец Франсиско Мельгар.

## Достижения
Чемпионат мира по пляжному футболу:
- Второе место: 2000

Мундиалито по пляжному футболу:
- Второе место: 1998

Боливарианские пляжные игры:
- Третье место: 2012

## Статистика

### Чемпионат мира
| Год   | Раунд                   | Место                   | И                       | В                       | П                       | ГЗ                      | ГП                      |
| ----- | ----------------------- | ----------------------- | ----------------------- | ----------------------- | ----------------------- | ----------------------- | ----------------------- |
| 1995  | Не участвовала          | Не участвовала          | Не участвовала          | Не участвовала          | Не участвовала          | Не участвовала          | Не участвовала          |
| 1996  | Не участвовала          | Не участвовала          | Не участвовала          | Не участвовала          | Не участвовала          | Не участвовала          | Не участвовала          |
| 1997  | Не участвовала          | Не участвовала          | Не участвовала          | Не участвовала          | Не участвовала          | Не участвовала          | Не участвовала          |
| 1998  | Матч за 3-е место       | 4 место                 | 6                       | 4                       | 2                       | 29                      | 34                      |
| 1999  | Матч за 3-е место       | 4 место                 | 5                       | 4                       | 1                       | 17                      | 12                      |
| 2000  | Финал                   | 2 место                 | 5                       | 4                       | 1                       | 23                      | 12                      |
| 2001  | 1/4 финала              | 7 место                 | 3                       | 1                       | 2                       | 9                       | 16                      |
| 2002  | Не участвовала          | Не участвовала          | Не участвовала          | Не участвовала          | Не участвовала          | Не участвовала          | Не участвовала          |
| 2003  | Не участвовала          | Не участвовала          | Не участвовала          | Не участвовала          | Не участвовала          | Не участвовала          | Не участвовала          |
| 2004  | Групповой этап          | 9 место                 | 2                       | 0                       | 2                       | 5                       | 10                      |
| 2005  | Не прошла классификацию | Не прошла классификацию | Не прошла классификацию | Не прошла классификацию | Не прошла классификацию | Не прошла классификацию | Не прошла классификацию |
| 2006  | Не прошла классификацию | Не прошла классификацию | Не прошла классификацию | Не прошла классификацию | Не прошла классификацию | Не прошла классификацию | Не прошла классификацию |
| 2007  | Не участвовала          | Не участвовала          | Не участвовала          | Не участвовала          | Не участвовала          | Не участвовала          | Не участвовала          |
| 2008  | Не прошла классификацию | Не прошла классификацию | Не прошла классификацию | Не прошла классификацию | Не прошла классификацию | Не прошла классификацию | Не прошла классификацию |
| 2009  | Не прошла классификацию | Не прошла классификацию | Не прошла классификацию | Не прошла классификацию | Не прошла классификацию | Не прошла классификацию | Не прошла классификацию |
| 2011  | Не прошла классификацию | Не прошла классификацию | Не прошла классификацию | Не прошла классификацию | Не прошла классификацию | Не прошла классификацию | Не прошла классификацию |
| 2013  | Не прошла классификацию | Не прошла классификацию | Не прошла классификацию | Не прошла классификацию | Не прошла классификацию | Не прошла классификацию | Не прошла классификацию |
| 2015  | Не прошла классификацию | Не прошла классификацию | Не прошла классификацию | Не прошла классификацию | Не прошла классификацию | Не прошла классификацию | Не прошла классификацию |
| 2017  | Не прошла классификацию | Не прошла классификацию | Не прошла классификацию | Не прошла классификацию | Не прошла классификацию | Не прошла классификацию | Не прошла классификацию |
| 2019  | Не прошла классификацию | Не прошла классификацию | Не прошла классификацию | Не прошла классификацию | Не прошла классификацию | Не прошла классификацию | Не прошла классификацию |
| 2021  | Не прошла классификацию | Не прошла классификацию | Не прошла классификацию | Не прошла классификацию | Не прошла классификацию | Не прошла классификацию | Не прошла классификацию |
| 2024  | Не прошла классификацию | Не прошла классификацию | Не прошла классификацию | Не прошла классификацию | Не прошла классификацию | Не прошла классификацию | Не прошла классификацию |
| 2025  | ожидается               | ожидается               | ожидается               | ожидается               | ожидается               | ожидается               | ожидается               |
| Всего | 5/23                    | 5/23                    | 21                      | 13                      | 8                       | 83                      | 84                      |

### Квалификация на чемпионат мира
| Год   | Результат      | И              | В              | П              | ГЗ             | ГП             |
| ----- | -------------- | -------------- | -------------- | -------------- | -------------- | -------------- |
| 2005  | Групповой этап | 3              | 0              | 3              | 5              | 15             |
| 2006  | 6 место        | 5              | 0              | 5              | 7              | 25             |
| 2007  | Не участвовала | Не участвовала | Не участвовала | Не участвовала | Не участвовала | Не участвовала |
| 2008  | Групповой этап | 3              | 0              | 3              | 10             | 23             |
| 2009  | Групповой этап | 3              | 0              | 3              | 7              | 19             |
| 2011  | Групповой этап | 4              | 1              | 3              | 13             | 32             |
| 2013  | 8 место        | 6              | 2              | 4              | 15             | 20             |
| 2015  | 6 место        | 6              | 3              | 3              | 31             | 28             |
| 2017  | 7 место        | 6              | 3              | 3              | 19             | 31             |
| 2019  | 5 место        | 5              | 3              | 2              | 27             | 27             |
| 2021  | 5 место        | 5              | 1              | 4              | 13             | 19             |
| Всего | 10/11          | 46             | 13             | 33             | 147            | 239            |